# Dacapo Records
Dacapo Records is een Deens platenlabel waarop klassieke muziek en hedendaagse klassieke muziek uitkomt. Het werd in 1989 opgericht om deze muziek uit  Denemarken meer voor het voetlicht te brengen en presenteert zichzelf dan ook als "het Deense nationale label" ("Danmarks nationale pladeselskab"). Het wordt onder meer geleid door mensen uit de universitaire wereld en van Danmarks Radio. Dacapo brengt tevens jazz uit en experimentele muziek. Dacapo heeft een sublabel, Open Space. Dacapo wordt internationaal gedistribueerd door Naxos en in Nederland door Codaex.

## Belangrijke projecten
Onder de uitgaven van Dacapo zijn enkele grote projecten, met name Danmarks Nationale Musikantologi, en Den danske sangskat.

## Artiesten
Op het label is muziek uitgekomen van onder meer Hans Abrahamsen, Jens Albinus, Rinaldi Alessandrini, Birgitte Alsted, Stigh Fogh Andersen, Ole Edvard Antonsen, Arditti Quartet, Bodil Arnesen, Ars Nova Copenhagen, Athelas Sinfoniette Copenhagen en Musica Ficta.